# Bridget Fonda
Pour les articles homonymes, voir Fonda.
Bridget Fonda /ˈbɹɪd͡ʒɪt 'fɒndə/ est une actrice américaine née le 27 janvier 1964 à Los Angeles (Californie).

## Biographie
Elle naît dans une famille d'acteurs, composée notamment de son grand-père Henry Fonda, de son père Peter et de sa tante Jane. Sa mère Susan Jane Brewer est une artiste. Son prénom lui vient de Bridget Hayward, la fille de l'actrice Margaret Sullavan, première femme de son grand-père qui s'est suicidée à l'âge de 50 ans. Ses parents divorcent lorsqu'elle a 10 ans et son père se remarie avec Portia Rebecca Crockett, ex-femme de l'auteur Thomas McGuane. 
Peter et Portia élèvent Bridget, son frère Justin et leur demi-frère plus âgé Thomas McGuane Jr (né en 1962). Elle étudie à l'école pour filles Westlake School de Los Angeles. Pendant cette période, Bridget et son frère ont peu de contacts avec la famille Fonda. Bridget se souvient dans une interview : « Quand j'étais enfant, la chose la plus importante pour moi c'était la maison. Les gens allaient et venaient, les choses changeaient mais la maison ne changeait pas. J'adorais ça. Je voudrais avoir la même chose pour le reste de ma vie. Je voudrais avoir une place à moi. »
Elle commence le théâtre lorsqu'elle est choisie dans une pièce de son école : Harvey. Elle refuse de demander des conseils à ses proches lorsqu'elle étudie le théâtre à New York à l'Institut de théâtre Lee Strasberg et à la Tisch School.
Elle débute au cinéma à cinq ans dans Easy Rider (1969) avec le rôle d'un enfant de la communauté de hippies que Peter Fonda et Dennis Hopper visitent pendant leur traversée des États-Unis. Son second rôle (toujours sans texte) est un petit rôle dans la comédie Partners (1982). Pour son premier rôle important, elle partage l'affiche avec John Hurt dans le film Scandal, dont l'histoire s'inspire de l'affaire Profumo. La même année, elle apparaît dans les films You Can't Hurry Love et Shag.
La reconnaissance lui vient avec le rôle d'une journaliste dans Le Parrain 3. Elle joue dans plusieurs pièces de théâtre qui nourrissent son expérience, elle est choisie comme tête d'affiche féminine pour le film de Barbet Schroeder J.F. partagerait appartement, puis dans le film de Cameron Crowe Singles, films tournés en 1992. En 1997, alors qu'elle se trouve dans le même avion que Quentin Tarantino, celui-ci lui offre un rôle de bimbo dans Jackie Brown. Elle refuse par ailleurs le rôle principal de la série Ally McBeal, préférant se consacrer au cinéma. 
Grièvement blessée à la colonne vertébrale dans un accident de voiture survenu le 27 février 2003 à Los Angeles alors qu'elle était au volant de sa nouvelle Jaguar, Bridget Fonda met un terme à sa carrière cinématographique.

## Vie privée
Bridget Fonda vit avec l'acteur Eric Stoltz de 1990 à 1998, elle a ensuite une courte liaison avec le chanteur de country Dwight Yoakam. Le 29 novembre 2003, elle épouse le compositeur Danny Elfman dont elle a un fils, Oliver, né le 21 janvier 2005.

## Filmographie

### Cinéma
- 1969 : Easy Rider de Dennis Hopper : enfant dans la scène de communauté
- 1982 : Partners de James Burrows : ?
- 1987 : Un sketch (Aria) de Franc Roddam : l'amoureuse (segment Liebestod)
- 1988 : You Can't Hurry Love de Richard Martini (en) : Peggy
- 1988 : Gandahar de René Laloux : Historienne (voix)
- 1989 : Shag de Zelda Barron : Melaina Buller
- 1989 : Scandal de Michael Caton-Jones : Mandy Rice-Davies
- 1989 : Strapless de David Hare : Amy Hempel
- 1990 : La Résurrection de Frankenstein (Frankenstein Unbound) de Roger Corman : Mary Wollstonecraft Godwin / Shelly
- 1990 : Le Parrain 3 (The Godfather: Part III) de Francis Ford Coppola : Grace Hamilton
- 1991 : Drop Dead Fred d'Ate de Jong : Annabella
- 1991 : Out of the Rain de Gary Winick : Jo
- 1991 : Doc Hollywood de Michael Caton-Jones : Nancy Lee Nicholson
- 1991 : Iron Maze de Hiroaki Yoshida : Chris Sugita
- 1992 : Leather Jackets de Lee Drysdale : Claudi
- 1992 : JF partagerait appartement (Single White Female) de Barbet Schroeder : Allison Jones
- 1992 : Singles de Cameron Crowe : Janet Livermore
- 1993 : Evil Dead 3 (Army of Darkness) de Sam Raimi : Linda
- 1993 : Nom de code : Nina (Point of No Return) de John Badham : Maggie Hayward / Claudia Anne Doran / Nina
- 1993 : Une pause... quatre soupirs (Bodies, Rest and Motion) de Michael Steinberg : Beth
- 1993 : Little Buddha de Bernardo Bertolucci : Lisa Conrad
- 1994 : Milliardaire malgré lui (It Could Happen to You) d'Andrew Bergman : Yvonne Biasi
- 1994 : Aux bons soins du docteur Kellogg (The Road to Wellville) d'Alan Parker : Eleanor Lightbody
- 1994 : Camilla de Deepa Mehta : Freda Lopez
- 1995 : Miss Shumway jette un sort (Rough Magic) de Clara Peploe : Myra
- 1995 : Balto (Balto) : Jenna (voix)
- 1996 : City Hall d'Harold Becker : Marybeth Cogan
- 1996 : Grace of My Heart d'Allison Anders : Kelly Porter
- 1997 : Touch de Paul Schrader : Lynn Marie Faulkner
- 1997 : Mr. Jealousy de Noah Baumbach : Irene
- 1997 : Jackie Brown de Quentin Tarantino : Melanie Ralston
- 1998 : Point de rupture de Paul Marcus : Jimmy Dade
- 1998 : Un plan simple (A Simple Plan) de Sam Raimi : Sarah Mitchell
- 1998 : Road to Graceland (Finding Graceland) de David Winkler : Ashley
- 1999 : Lake Placid de Steve Miner : Kelly Scott
- 2000 : South of Heaven, West of Hell de Dwight Yoakam : Adalyne Dunfries
- 2001 : Delivering Milo, de Nick Castle : Elizabeth
- 2001 : Monkeybone d'Henry Selick : Dr Julie McElroy
- 2001 : Le Baiser mortel du dragon (Kiss of the Dragon) : de Chris Nahon : Jessica
- 2001 : The Whole Shebang de George Zeloom : Val Bazinni

### Télévision
- 1989 : Jacob Have I Loved de Victoria Hochberg : Louise Bradsha
- 1997 : In the Gloaming : Anne
- 2001 : Un bébé pas comme les autres (After Amy) : Linda Sanclair
- 2001 : Les Nuits de l'étrange (série), épisode The Occupant : Mary
- 2002 : La Reine des neiges (Snow Queen) : La Reine des neiges
- 2002 : The Chris Isaak Show (série) : Stephanie Furst

## Voix françaises
En France, Bridget Fonda est doublée par les actrices suivantes.
Au Québec, Marie-Andrée Corneille l'a doublée à six reprises.
En France
| - Rafaèle Moutier dans : - Aux bons soins du docteur Kellogg - Balto (voix) - Un bébé pas comme les autres - La Reine des neiges - Nathalie Juvet dans : - Le Parrain 3 - City Hall - Monkeybone | - Virginie Ledieu dans : - Singles - Nom de code : Nina - Marie-Laure Dougnac dans : - Un plan simple - Lake Placid et aussi - Claire Guyot dans Doc Hollywood - Frédérique Tirmont dans JF partagerait appartement - Odile Cohen dans Little Buddha - Martine Irzenski dans Milliardaire malgré lui - Anneliese Fromont dans Jackie Brown - Barbara Kelsch dans Le Baiser mortel du dragon |

Au Québec
| - Marie-Andrée Corneille dans : - Célibataires - Jeune femme cherche colocataire - Sans retour - Complot dans la ville - Jackie Brown - Lake Placid | et aussi - Élise Bertrand dans Doc Hollywood |

## Distinctions

### Récompenses
- Festival international du film de Catalogne 1995 : Meilleure actrice pour Miss Shumway jette un sort.

### Nominations
- Golden Globes 1990 : Meilleur second rôle féminin pour Scandal.
- Blockbuster Entertainment Awards 1999 : Meilleure actrice dans un thriller pour Un plan simple
- Golden Globes 2002 : Meilleure actrice dans une mini-série ou un téléfilm pour Un bébé pas comme les autres